# 托拉·贝格尔
托拉·贝格尔（挪威語：Tora Berger，1981年3月18日—），挪威女子冬季两项、越野滑雪运动员。她曾代表挪威参加2006年、2010年和2014年冬季奥林匹克运动会，共获得二枚金牌、一枚银牌和一枚铜牌。